# Samuel Abraham Goudsmit

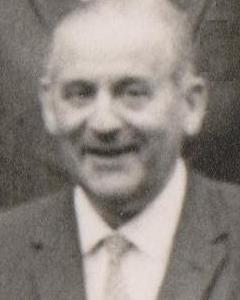
Samuel Goudsmit 1963 in Kopenhagen

Samuel Abraham Goudschmidt (* 11. Juli 1902 in Den Haag, Niederlande; † 4. Dezember 1978 in Reno, Nevada, USA) war ein US-amerikanischer Physiker niederländischer Herkunft. In den USA wurde der Nachname später in Samuel Goudsmit geändert.
Neben verschiedenen Arbeiten zur Atom- und Kernphysik postulierte er 1925 noch als Student in Leiden gemeinsam mit George Eugene Uhlenbeck die Existenz des Elektronenspins. 1927 promovierte er in Leiden und war ab 1927 Associate Professor und ab 1932 Professor an der University of Michigan. Nach dem Krieg war er 1946 bis 1948 Professor an der Northwestern University und ging dann 1948 als Senior Scientist an das Brookhaven National Laboratory, wo er bis zu seiner Pensionierung 1970 blieb. Er hielt unter anderem Vorlesungen an der New School for Social Research in New York City (1948 bis 1951), am United States Navy Bureau of Ships (1949 bis 1959), dem Rockefeller Institute (1957 bis 1974) und 1975 bis 1978 an der University of Nevada in Reno.
Goudschmidt war im Zweiten Weltkrieg 1941 bis 1946 am Radiation Laboratory des Massachusetts Institute of Technology und gegen Ende des Krieges als leitender Wissenschaftler bei der Alsos-Mission, worüber er auch ein Buch schrieb. Im Rahmen der Operation Epsilon nahm er in Hechingen die Gruppe um Werner Heisenberg gefangen und brachte sie anschließend nach Farm Hall in England, wobei er den Franzosen (mit dem französischen Physiker Yves Rocard) zuvorkam. In seinem Buch führte er das Versagen der Gruppe deutscher Kernphysiker um Heisenberg beim deutschen Kernforschungsprojekt auf wissenschaftliches Versagen zurück, was nicht unwidersprochen blieb.
1951 bis 1966 war er geschäftsführender Herausgeber (Managing Editor) von Physical Review und 1958 bis 1978 Herausgeber von Physical Review Letters. 1976 erhielt er die National Medal of Science. Seit 1947 war er Mitglied der National Academy of Sciences, 1952 wurde er in die American Philosophical Society und 1964 in die American Academy of Arts and Sciences gewählt. 2001 wurde der Asteroid (9688) Goudsmit nach ihm benannt.

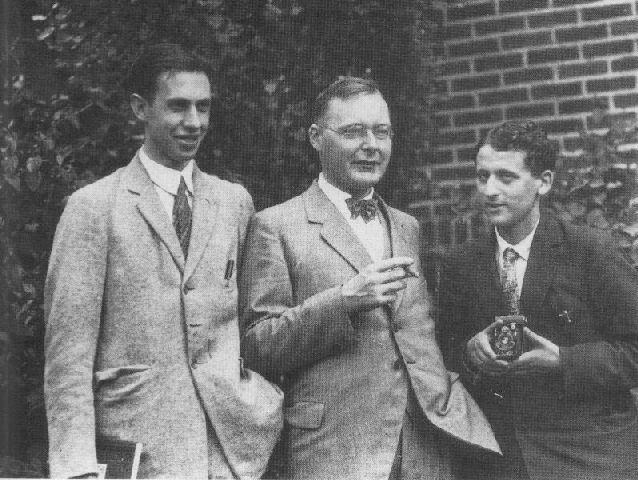
Uhlenbeck, Kramers und Goudschmidt (rechts), ca. 1928
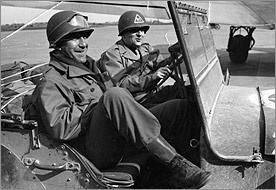
Samuel Goudsmit (rechts im Bild) während der Alsos-III-Mission in Stadtilm, April 1945

## Schriften
- Alsos: The failure of german science, Sigma Books 1947
- mit Clairborne und der Time-Life-Redaktion: Die Zeit, Time-Life Bücher 1969
- Die Entdeckung des Elektronenspins, Physikalische Blätter, Oktober 1965